# سیارک ۶۶۸۴۳
سیارک ۶۶۸۴۳ (به انگلیسی: 66843 Pulido، نامگذاری:1999VG) شصت و شش هزار و هشتصد و چهل و سومین سیارک کشف شده‌است که در ۱ نوامبر ۱۹۹۹ کشف شد.